# Euphorbia plumerioides
Euphorbia plumerioides là một loài thực vật có hoa trong họ Đại kích. Loài này được Teijsm. ex Hassk. mô tả khoa học đầu tiên năm 1858.

## Hình ảnh

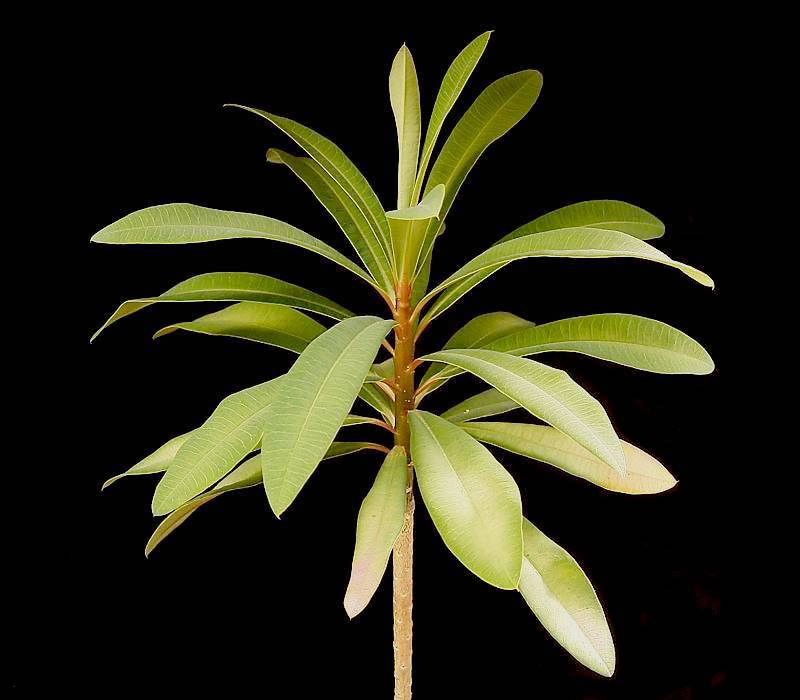
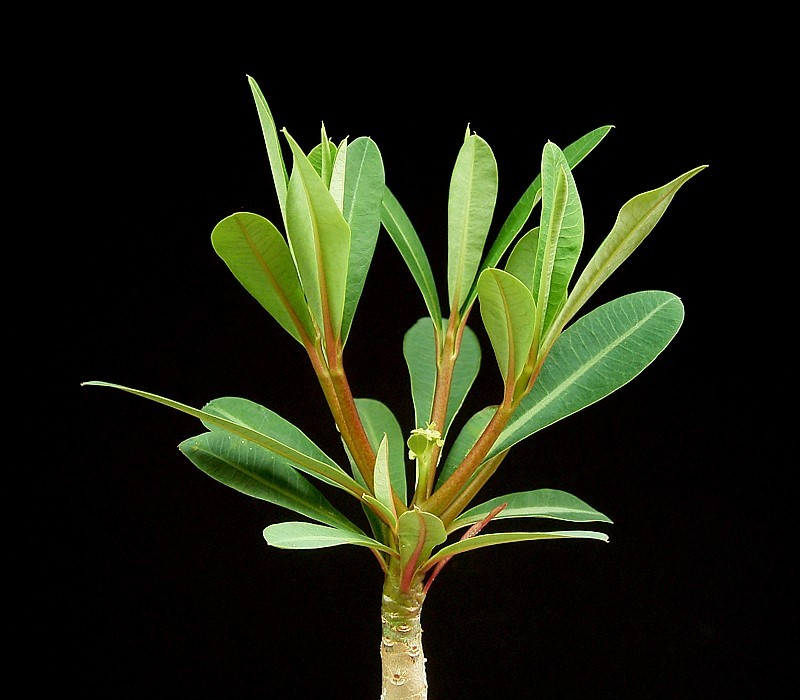